# Groeve de Dael

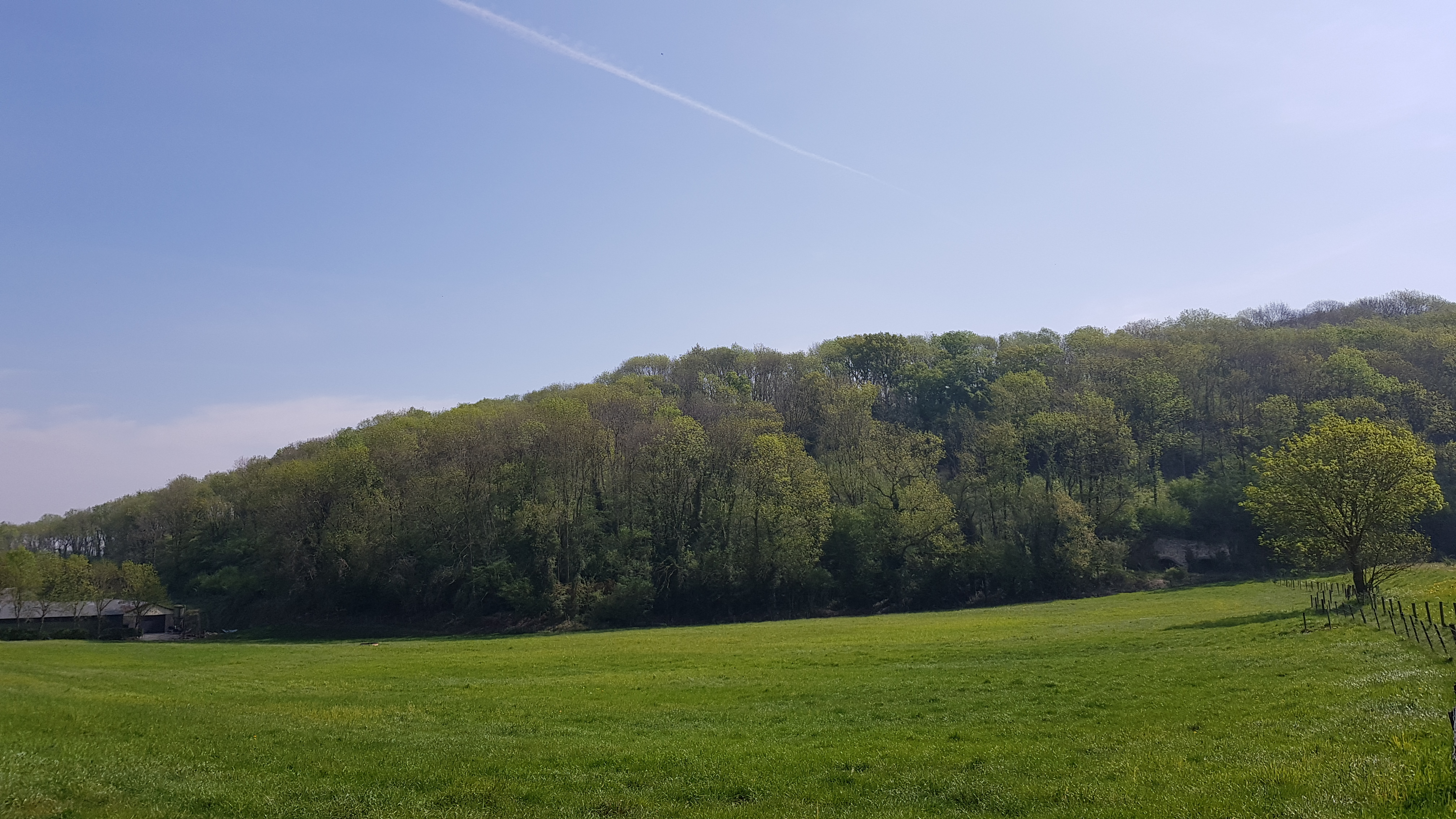
zicht op het bosgebied met in de bosrand de groeve, links is net Hoeve de Daal te zien en rechts Kalkoven Bosrand

De Groeve de Dael is een ondergrondse groeve in Nederlands Zuid-Limburg in de gemeente Simpelveld. De groeve ligt ten oosten van de Daelsweg van Ubachsberg naar Heerlen in de bosrand van het hellingbos. De groeve ligt in Droogdal de Dael op de helling van de Putberg, onderdeel van het Plateau van Ubachsberg.
Ten zuidoosten van de groeve ligt de dagbouwgroeve Groeve Putberg met aan de voet van deze groeve de Kalkoven Bosrand. Ongeveer 130 meter naar het zuiden ligt de Putbergbron, op ruim 550 meter naar het zuiden de Groeve De Keverberg en ongeveer 275 meter naar het noorden bevindt zich het restant van de Kalkoven Putberg. Ten noorden van de groeve bevindt zich de Hoeve de Daal.
Op ongeveer 900 meter naar het noordoosten ligt de Benzenradergroeve, de meest oostelijke kalksteengroeve van Nederland.

## Geschiedenis
De groeve is waarschijnlijk een van meerdere in deze streek gelegen schuilkelders die in het harde Kundradersteen gedolven werden veelal met hulp en materiaal vanuit de Kolenmijnen. Door de exploitatie van de Groeve Putberg is de schuilkelder nu bedolven onder een puinstort. 

## Groeve
De groeve is volgestroomd met grond of dichtgestort.
Het gebied waarin de groeve gelegen is is eigendom van Staatsbosbeheer.

## Geologie
In de groeve werd waarschijnlijk Kunrader Kalksteen uit de Formatie van Maastricht gewonnen die ook in de vlakbij gelegen Groeve Putberg werd gewonnen.